# Elliðaár

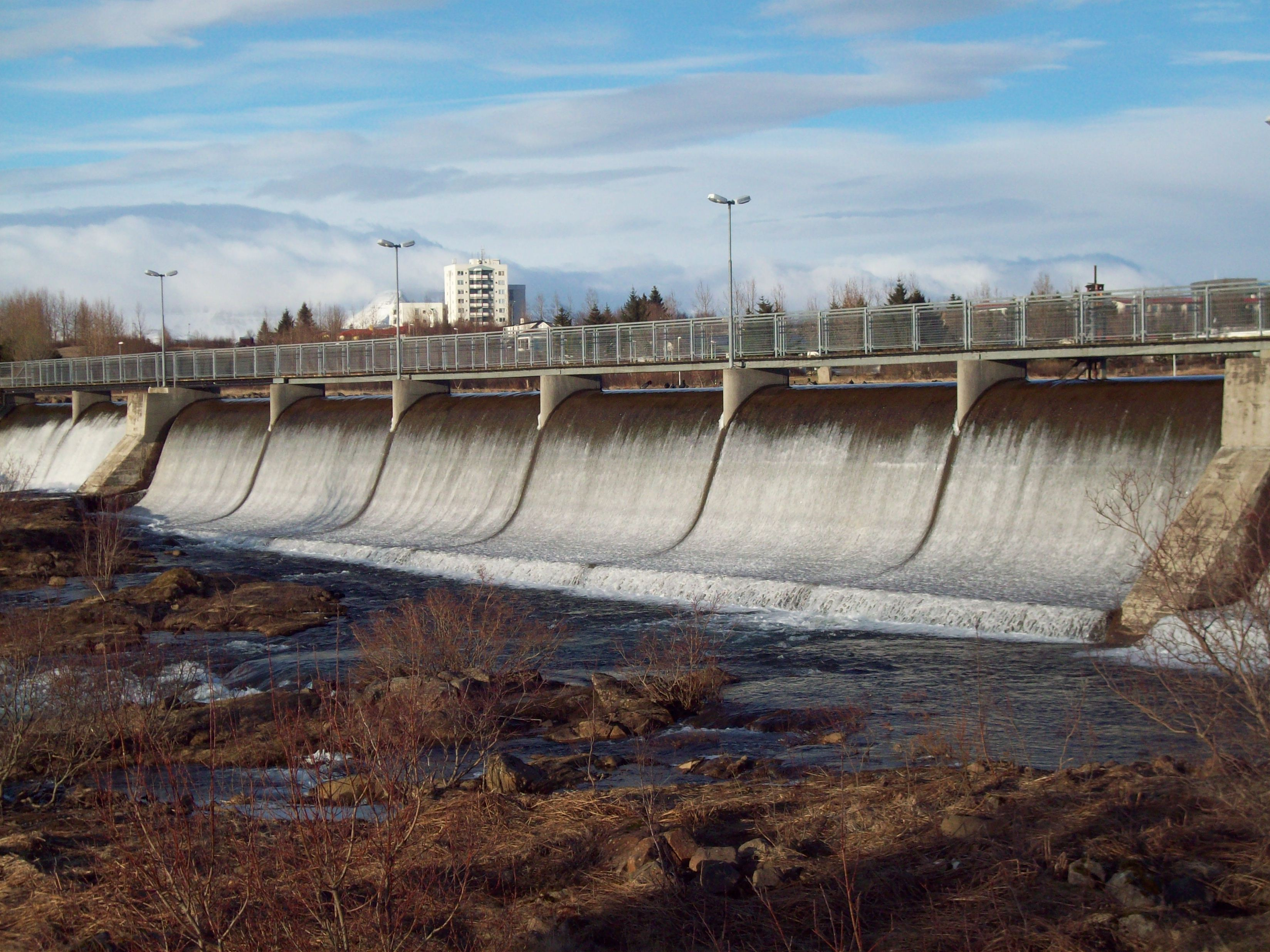
Central hidroeléctrica.

El Elliðaár es un río que nace en la zona noreste de Islandia con el encuentro de dos riachuelos que bajan de las laderas del volcán Bláfjöll, que se encuentran en el lago del mismo nombre. Luego fluye hacia Reikiavik, para luego desembocar en el océano Atlántico en la bahía de Elliðavogur.

## Características
El lecho del río está compuesto por roca y sedimentos de lava debidos a la explosión, hace unos 4.500 años, del Bláfjöll. En 1921 se construyó en su curso una central hidroeléctrica que le suministra a la capital de la isla. Desde el inicio de los años 1900 el valle ha sido sometido a un proceso de reforestación por parte de las autoridades, sembrando siempreverdes como pinos, abetos y abedules. El Elliðaár es conocido asimismo por su gran cantidad de salmones.